# Le Vigean
Le Vigean település Franciaországban, Cantal megyében. Lakosainak száma 800 fő (2022. január 1.). Le Vigean Ally, Anglards-de-Salers, Chalvignac, Drugeac, Escorailles, Jaleyrac, Mauriac, Méallet, Salins és Sourniac községekkel határos.

## Népesség
A település népességének változása:
| Lakosok száma | 1041 | 856  | 857  | 841  | 841  | 831  | 820  | 825  | 827  | 800  |
|               | 1968 | 1982 | 1990 | 2006 | 2013 | 2015 | 2017 | 2019 | 2020 | 2022 |